# 野村不動産プライベート投資法人
野村不動産プライベート投資法人（のむらふどうさんプライベートとうしほうじん）は、東京都新宿区にある投資法人（私募リート）。スポンサーは野村不動産グループ。

## 概要
日本初の私募リートとして2010年（平成22年）に運用を開始した。
ポートフォリオは、野村不動産開発物件を中心に、主に東京圏の、オフィス・住宅・物流施設・商業施設・ホテル等が投資対象となっている。
資産運用会社は、野村不動産投資顧問。

## 沿革
- 2010年（平成22年）2月25日 - 設立企画人（野村不動産投信株式会社）による投信法第69条に基づく設立に係る届出。
- 2010年（平成22年）3月2日 - 投信法第166条に基づく設立の登記、本投資法人の設立。
- 2010年（平成22年）3月9日 - 投信法第188条に基づく登録の申請。
- 2010年（平成22年）3月23日 - 内閣総理大臣による投信法第187条に基づく登録の実施（登録番号：関東財務局長第70号）。
- 2010年（平成22年）11月2日 - 資産運用を開始。

## ポートフォリオ
3,490億円（2023年3月末時点）。
主な保有物件
- The Kitahama Plaza（大阪市中央区）[3]